# Acmanthina acmanthes
Acmanthina acmanthes is een vlinder uit de familie van de bladrollers (Tortricidae). De wetenschappelijke naam van deze soort is voor het eerst voorgesteld als Peronea acmanthes door Edward Meyrick in een publicatie uit 1931.
De soort komt voor in Chili.